# International Bartenders Association
International Bartenders Association (IBA) (engelska, Internationella bartenderföreningen), grundad den 24 februari 1951 på Grand Hotel i Torquay i Storbritannien, är en internationell organisation vars syfte är "att representera de bästa bartenderna i världen." IBA är bland annat känd för sin lista över drinkar. IBA är en ideell förening och har sitt säte i Singapore. IBA arrangerar WCC, World Cocktail Competition, där världens bästa bartender koras årligen.